# Welcome Back My Friends to the Show That Never Ends... Ladies and Gentlemen
Welcome Back My Friends to the Show That Never Ends... Ladies and Gentlemen — живий альбом англійської групи Emerson, Lake & Palmer, який був випущений 19 серпня 1974 року.

## Композиції
1. Hoedown – 4:27
2. Jerusalem – 3:20
3. Toccata – 7:21
4. Tarkus – 27:24
5. Take a Pebble – 11:06
6. Piano Improvisations – 11:54
7. Take a Pebble (Conclusion) – 3:14
8. Jeremy Bender / The Sheriff – 5:26
9. Karn Evil 9 – 35:21

## Учасники запису
- Кіт Емерсон — орган, синтезатор, фортепіано, челеста, клавішні, орган Гаммонда, синтезатор Муґа
- Ґреґ Лейк — акустична гітара, бас-гітара, електрогітара, вокал
- Карл Палмер — перкусія, ударні